# 王星记扇子
王星记扇子是中国浙江省杭州市的百年老字号扇子生产厂家。和浙江丝绸、龙井茶并称「杭产三绝」。
主要产有黑纸扇、檀香扇、香木扇、白纸扇、绢扇、装饰扇和舞扇。

## 历史
创始人王星斋，祖籍绍兴，世代居于杭州，从家传学得手艺后，于清朝光绪元年（1875年）开设王星斋扇庄。与妻子陈英制作的泥金满斗式花扇，被选为宫廷贡品。1901年在北京市杨梅竹斜街设分店批发。1909年王星斋病故，由陈英和其子王子清继承事业。
1929年在杭州太平坊大街设店，名为「王星记」，注册商标「三星」。1938年迁到上海后推出檀香木制，描绘西湖景色的扇子，畅销多处。
王子清于1949年前夕移居香港，店交由其子王雄飞经营。中华人民共和国建立后在杭州重新成立王星记扇厂，制造基地在清河坊，设店于西湖边的湖滨路，使用旧三星商标。

## 外在链接
- 杭州王星记扇业有限公司 （页面存档备份，存于）